# Rathausmarkt

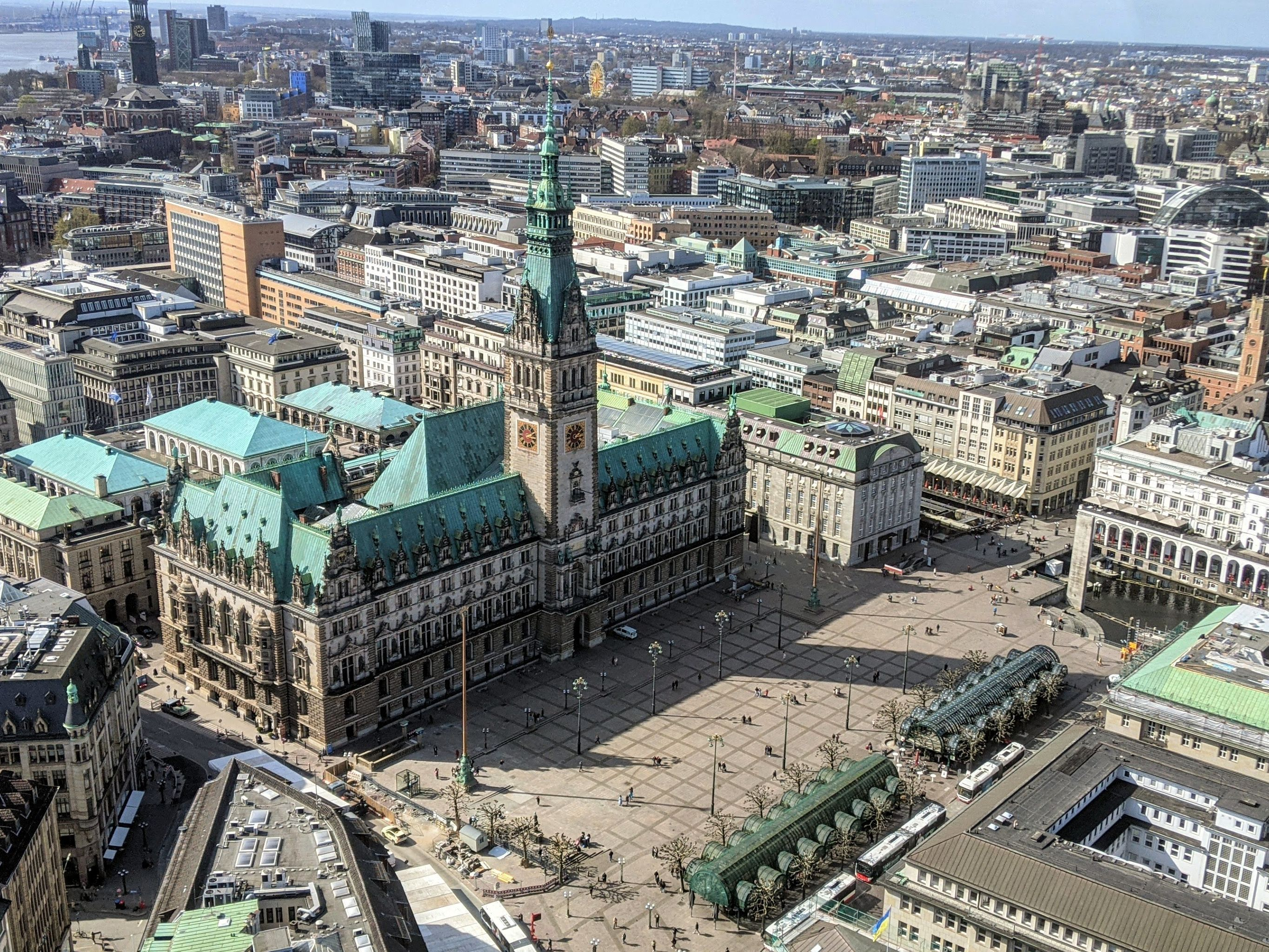
Blick vom Turm der Hauptkirche Sankt Petri auf das Rathaus und den davor liegenden Rathausmarkt

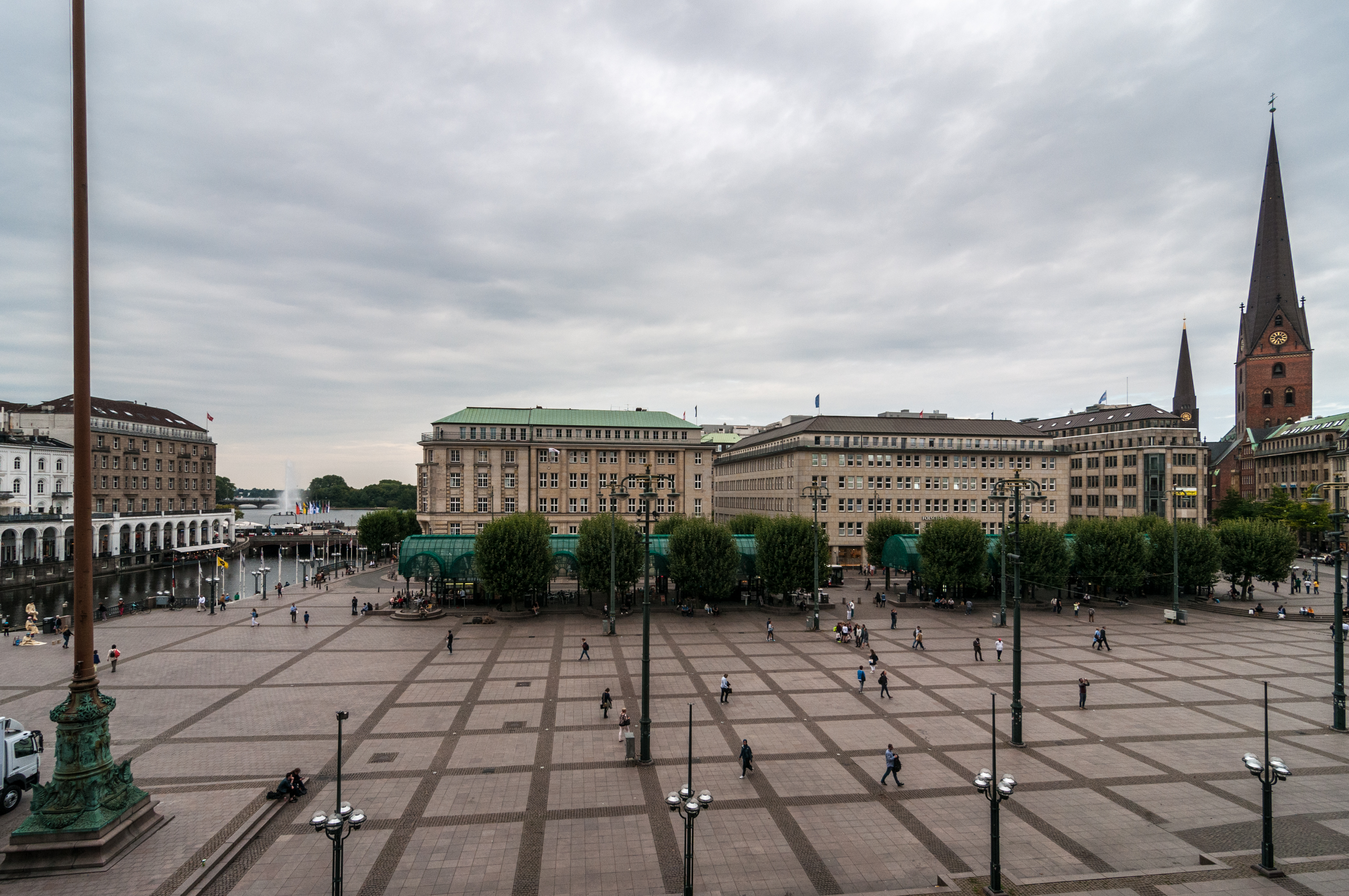
Blick vom Rathausbalkon auf die gegenüberliegende Bebauung; links die Alsterarkaden und Kleine Alster, rechts der Turm von Sankt Petri

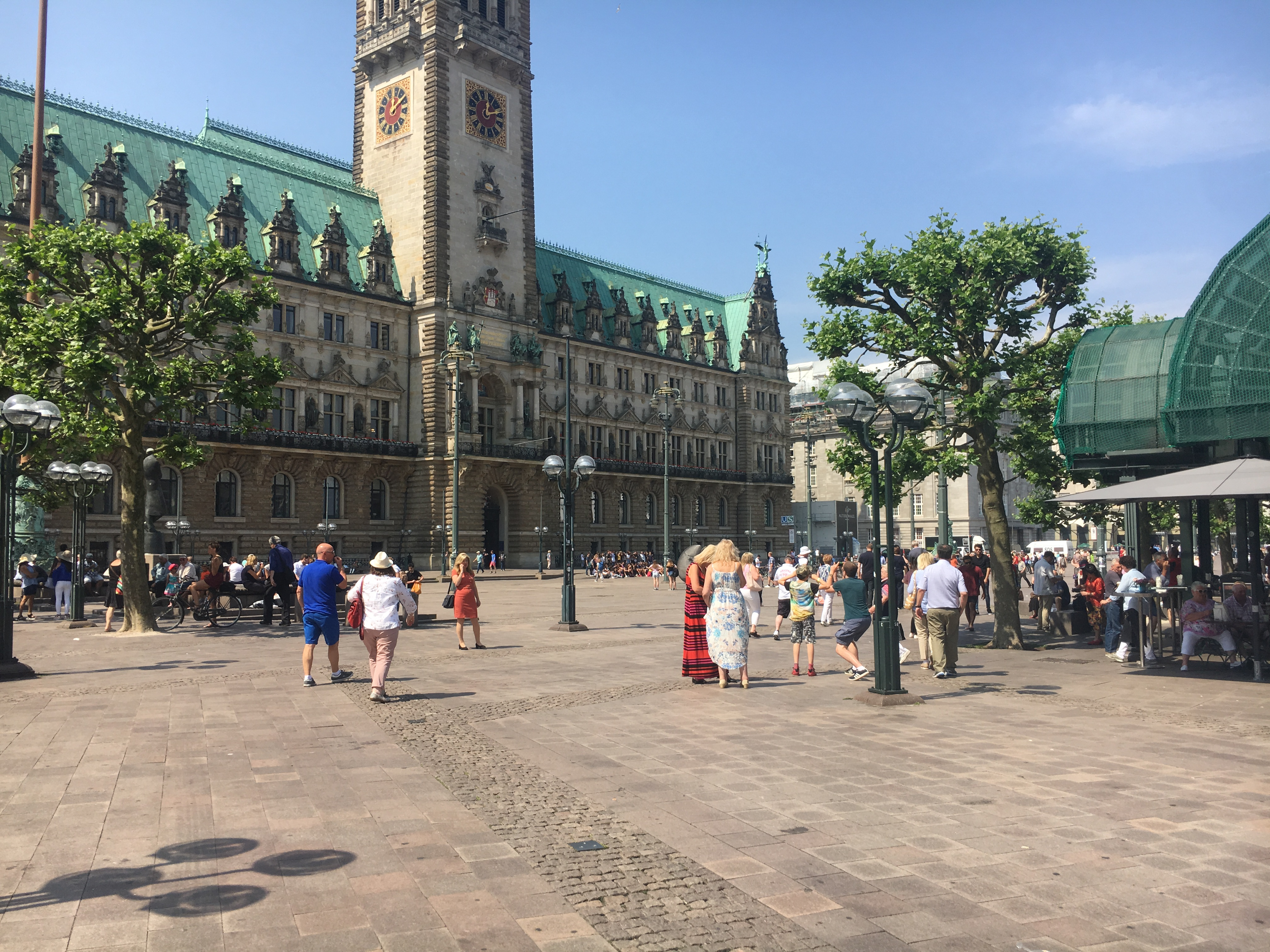
Blick von der Mönckebergstraße auf Platz und Rathaus, am rechten Bildrand einer der Verkehrspavillons

Der Rathausmarkt vor dem Hamburger Rathaus ist ein zentraler Platz in der Hamburger Innenstadt. Trotz seines Namens diente der Platz nie als regulärer Marktplatz (mit Ausnahme des Weihnachtsmarktes); er ist jedoch bis heute ein wichtiger Verkehrsknotenpunkt, beliebter Treffpunkt für Touristen und regelmäßig Versammlungsort für politische, sportliche und kulturelle Veranstaltungen.

## Lage
Der grob rechtwinklige und 130 × 90 Meter große Platz liegt im Stadtteil Hamburg-Altstadt zwischen Kleiner Alster und Mönckebergstraße. Die südwestliche Längsseite wird fast gänzlich durch das Rathaus (Rathausmarkt 1) eingenommen. Neben dem Rathaus mündet der Alte Wall mit dem ehemaligen Reichsbankgebäude (Rathausmarkt 2) auf den Platz, das zugleich die Westecke des Platzes markiert. Nach Norden hin öffnet sich der Platz zur kanalisierten Kleinen Alster mit den gegenüber liegenden Alsterarkaden und Durchblick auf die Binnenalster. Die Schleusenbrücke mit der darunter liegenden Rathausschleuse führt weiter in die Neustadt mit den Einkaufsstraßen Poststraße und Neuer Wall. An der Schleusenbrücke steht seit 1932 das Hamburger Ehrenmal für die Gefallenen der beiden Weltkriege.
Die nordöstliche Längsseite des Platzes wird von Kontor- und Geschäftshäusern (Nr. 4, 5 und 7) eingenommen, unterbrochen von den einmündenden Straßen Plan und Hermannstraße. An der Ostecke mündet seit 1909 die vom Hauptbahnhof her kommende Mönckebergstraße. Südlich der Mönckebergstraße liegt die lange Front des Versmannhauses, die als Nr. 11 einen Teil der Südseite des Platzes begrenzt. Zwischen Versmannhaus und dem benachbarten Rathausmarkt-Hof (Nr. 17) münden Rathausstraße und Kleine Johannisstraße, während die Große Johannisstraße von hier aus vorbei an Rathaus und Börse weiter nach Westen über den Großen Burstah zum Rödingsmarkt führt.

## Geschichte

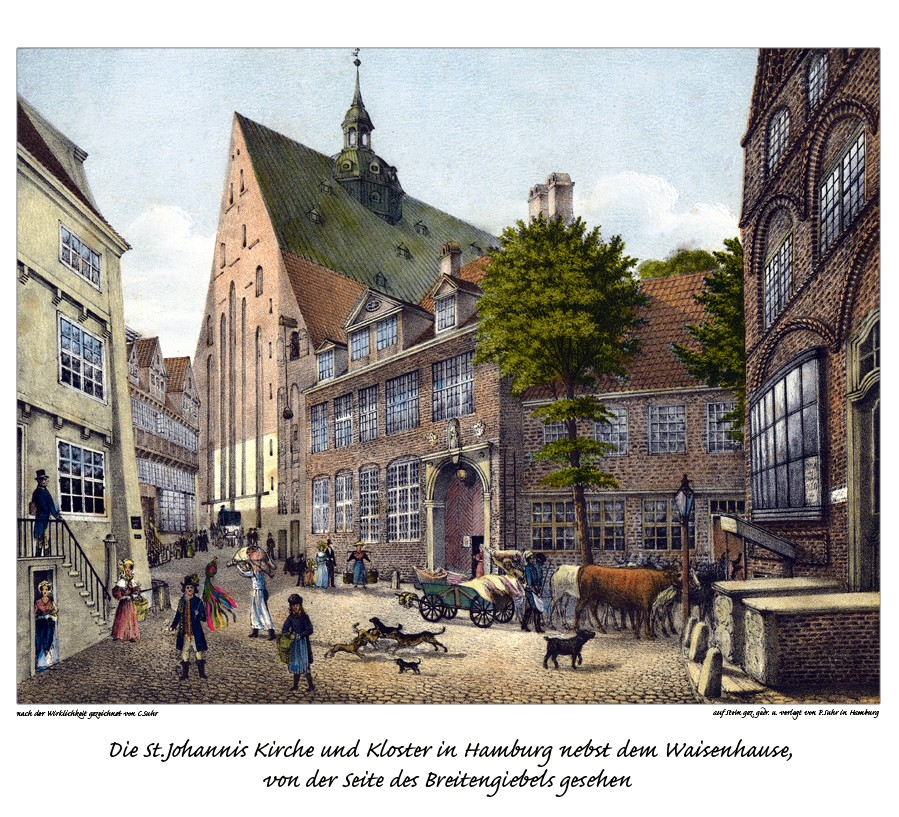
St. Johanniskirche und Klostergebäude vor 1840, Lithografie der Gebrüder Suhr

Das Gelände des heutigen Rathausmarktes war bis ins 19. Jahrhundert bebaut mit dem weitläufigen Gebäudekomplex des mittelalterlichen Dominikaner-Klosters St. Johannis (nach dem noch heute die Große und Kleine Johannisstraße benannt sind). Nach der Aufhebung des Klosters im Zuge der Reformation diente die ehemalige Klosterkirche am südlichen Ende des heutigen Platzes als zusätzliche Stadtkirche, wurde seit der französischen Besatzung zu Beginn des 19. Jahrhunderts aber nur noch als Magazin und als Turnhalle genutzt. Ihr Chorraum wurde durch einen schräg zum Kirchenschiff verlaufenden Giebel nach Osten begrenzt (ehemals Straße Hinter dem Breiten Giebel). Die angrenzenden Klostergebäude wurden seit der Reformation von einem – aus dem früheren Nonnenkloster Herwardeshude hervorgegangenen – evangelischen Damenstift, der Gelehrtenschule des Johanneums, dem Akademischen Gymnasium und dem Vorläufer der heutigen Staatsbibliothek genutzt.

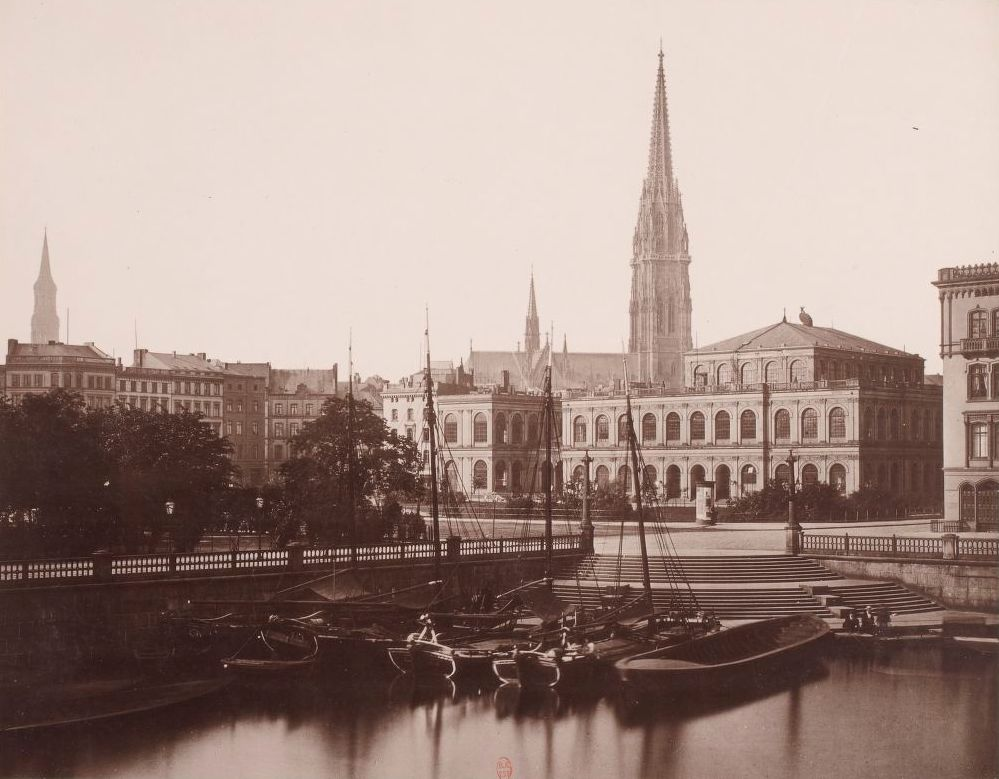
Rathausmarkt vor dem Bau des Rathauses mit Blick auf die Börse, dahinter St. Nikolai und ganz links der Turm von St. Katharinen

Nachdem das Damenstift 1837 an den heutigen Klosterwall verlegt worden war und 1840 auch Johanneum und Bibliothek einen Neubau auf dem heutigen Domplatz bezogen hatten, wurden die Klostergebäude einschließlich der Kirche bis 1841 abgerissen. Die entstandene Freifläche hieß zunächst Johannis-Platz und wurde nach dem Großen Stadtbrand von 1842 vorübergehend mit Notunterkünften bebaut. Im Zuge der anschließenden Neugestaltung der Innenstadt wurde der Platz neu gefasst und erhielt um 1843/44 den heutigen Namen. Das namensgebende Rathaus als Ersatz für das beim Brand zerstörte alte Rathaus an der Trostbrücke wurde jedoch erst 1886 bis 1897 erbaut; bis dahin bildete das bereits 1841 fertiggestellte (und heute hinter dem Rathaus gelegene) neue Börsengebäude lange Zeit den südwestlichen Abschluss des Platzes.
Die Grundidee für die Gestaltung des neuen Platzes geht auf eine Anregung von Gottfried Semper zurück und wurde maßgeblich von Alexis de Chateauneuf entwickelt und ausgeführt. Die viertelkreisförmige Freitreppe zur Kleinen Alster stammt von dem Baubeamten Johann Hermann Maack, die angrenzenden Alsterarkaden schuf ebenfalls de Chateauneuf. Als Vorbild für die Gestaltung des Rathausmarktes wird häufig der Markusplatz in Venedig angenommen. Trotz der unübersehbaren Anklänge an italienische Renaissance-Vorbilder lässt sich eine absichtliche Bezugnahme jedoch nicht nachweisen.

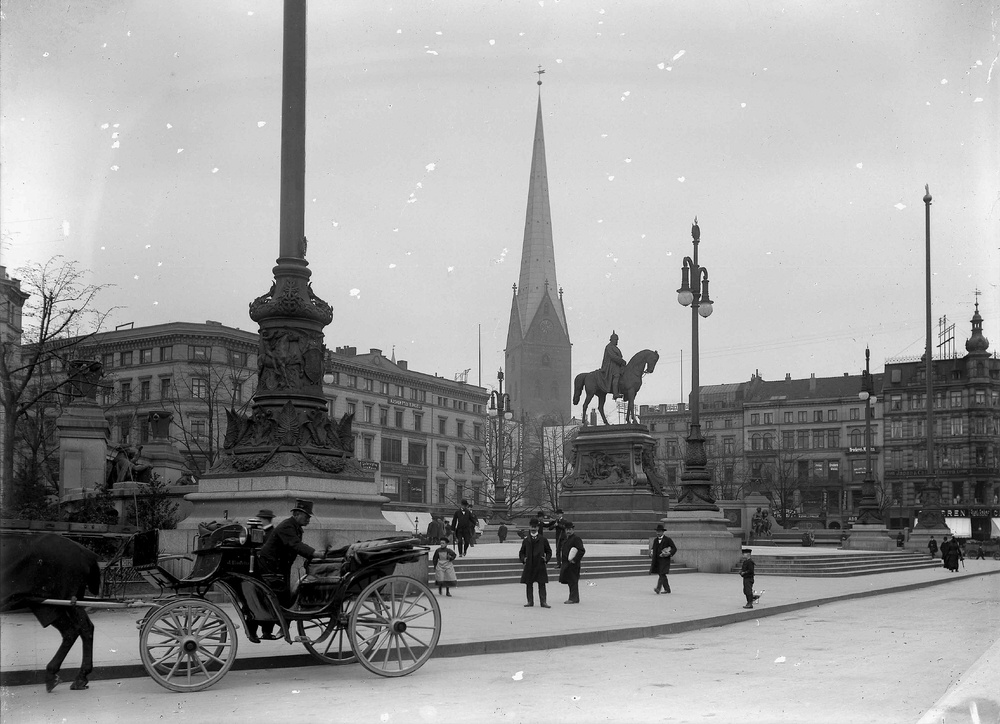
Rathausmarkt mit Kaiser-Wilhelm-Denkmal, im Hintergrund St. Petri (um 1906)

Ab 1903 stand eine große Reiterstatue zum Gedenken an Kaiser Wilhelm I. als Teil eines umfangreichen Denkmal-Ensembles mitten auf dem Rathausmarkt. 1930 wurde es im Zuge einer größeren Umgestaltung vom Rathausmarkt entfernt und in die Wallanlagen versetzt. Heute sind die verbliebenen Teile an der Ecke Holstenwall/Sievekingplatz (im Park neben dem Ziviljustizgebäude) zu sehen. Lediglich die zwei zur Denkmalanlage gehörigen Flaggenmasten verblieben auf dem Rathausmarkt, wurden etwas näher zum Rathaus gerückt und dienen der offiziellen Beflaggung.
Am 19. April 1933 wurde der Rathausmarkt in Adolf-Hitler-Platz umbenannt; am selben Tag wurde Hitler auch zum Ehrenbürger der Stadt Hamburg ernannt. Die Rückbenennung erfolgte nach Kriegsende 1945.
Bis in die 1970er Jahre diente der Rathausmarkt zudem als zentraler Umsteigepunkt im Hamburger Straßenbahnnetz. Nach dessen endgültiger Einstellung im Oktober 1978 erfolgte von Sommer 1980 bis Mai 1982 ein erneuter Umbau zur Verschönerung und Verkehrsberuhigung, nur an zwei Seiten halten nun noch Busse. Der Umbau unter der Ägide von Bau- und später Verkehrssenator Volker Lange war in Hamburg umstritten und wurde etwa in der Presse und in Talkshows viel diskutiert. Es wurde rötlicher – inzwischen verblasster – Granit aus Italien verbaut, worauf die Umbaukosten auf 38,5 Millionen D-Mark anstiegen; die Springer-Zeitungen, insbesondere die Bild-Zeitung schrieben daher auch von Bürgermeister Hans-Ulrich Kloses „rotem Platz“. Dennoch wurde das Vorhaben umgesetzt. Die Einweihung wurde am 11. Mai 1982 in Anwesenheit des neuen Bürgermeisters Klaus von Dohnanyi mit einem Bürgerfest vollzogen. Zweieinhalb Wochen später feierte hier als erste Großveranstaltung der Hamburger SV vor 50.000 Zuschauern den Gewinn der deutschen Fußballmeisterschaft. Seitdem fanden viele weitere Veranstaltungen hier statt.

## Angrenzende Bauten

### Reichsbankgebäude
Das Gebäude der ehemaligen Reichsbank-Hauptstelle wurde von 1914 bis 1919 von der Bauverwaltung der Reichsbank nach einem Entwurf von Julius Habicht und Philipp Nitze im Stil des Neoklassizismus erbaut und steht seit 1983 unter Denkmalschutz. Die Gebäudefassade ist mit Relieffriesen, die die zwölf verschiedenen Sternzeichen und die verschiedenen Gewerbe als allegorische Figuren darstellen, verziert. Zudem befindet sich am Eingangsportal eine Skulptur des Mercurius, der die Wirtschaftsmacht mit einem Putto und Schwert verkörpert. Von 2002 bis 2019 wurde es vom Bucerius Kunst Forum (heute im benachbarten Haus Alter Wall 12) für Ausstellungszwecke genutzt.

### Rathausmarkt-Hof und Versmannhaus
Der Rathausmarkt-Hof (Rathausmarkt 17/Kleine Johannisstraße 4) ist ein 1899 nach Plänen der Architekten Hanssen & Meerwein errichtetes Kontorhaus. Ebenso wie das östlich benachbarte Versmannhaus (Rathausmarkt 11) an der Einmündung Mönckebergstraße wurde es architektonisch an das Rathaus angepasst und steht wie diese unter Denkmalschutz. Heute hat die Hanseatische Wertpapierbörse der Hamburger Börse, beziehungsweise die nun mit Hannover zusammengeschlossene Börsen AG BÖAG hier ihren Hamburger Sitz.

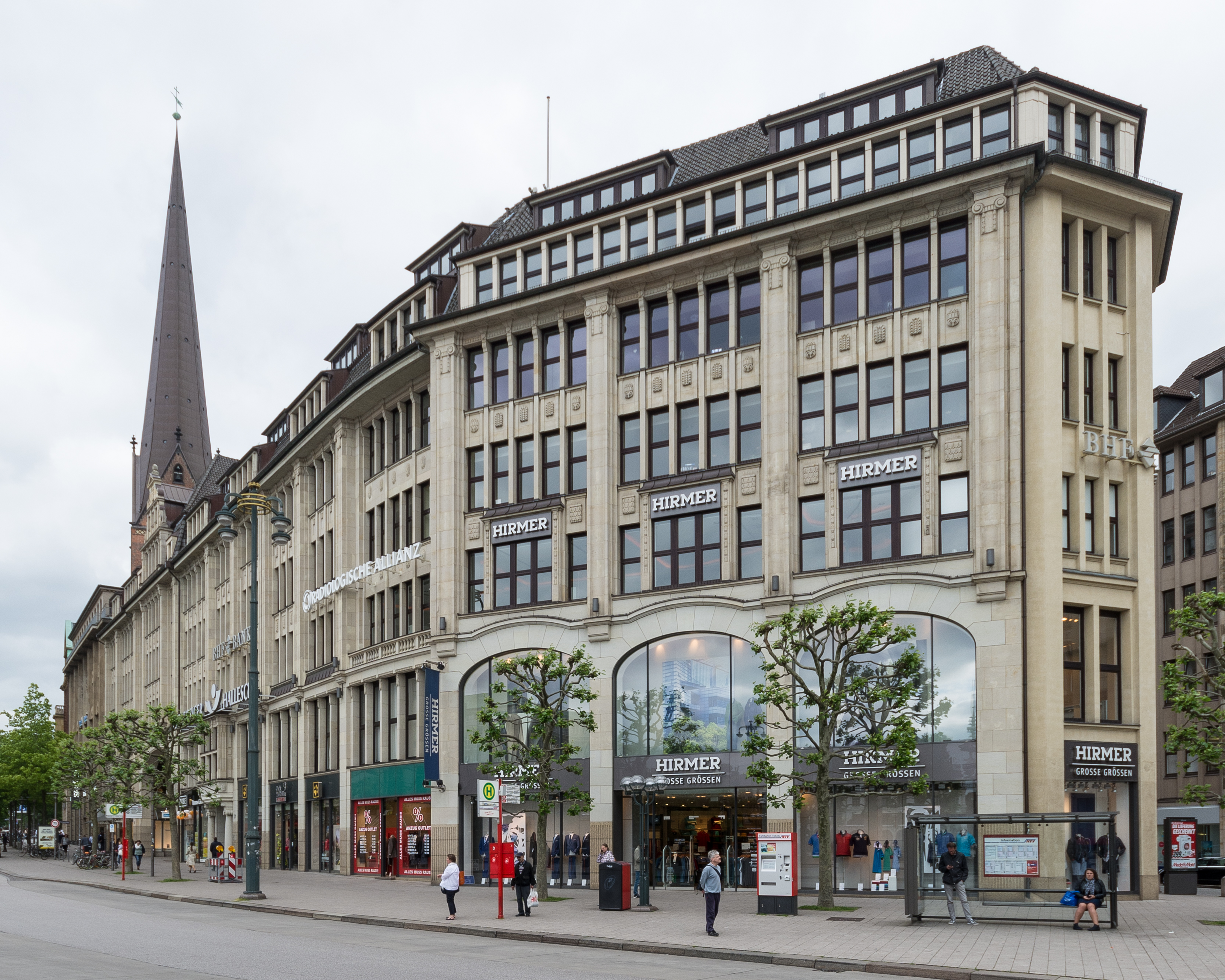
Versmannhaus mit Mönckebergstraße
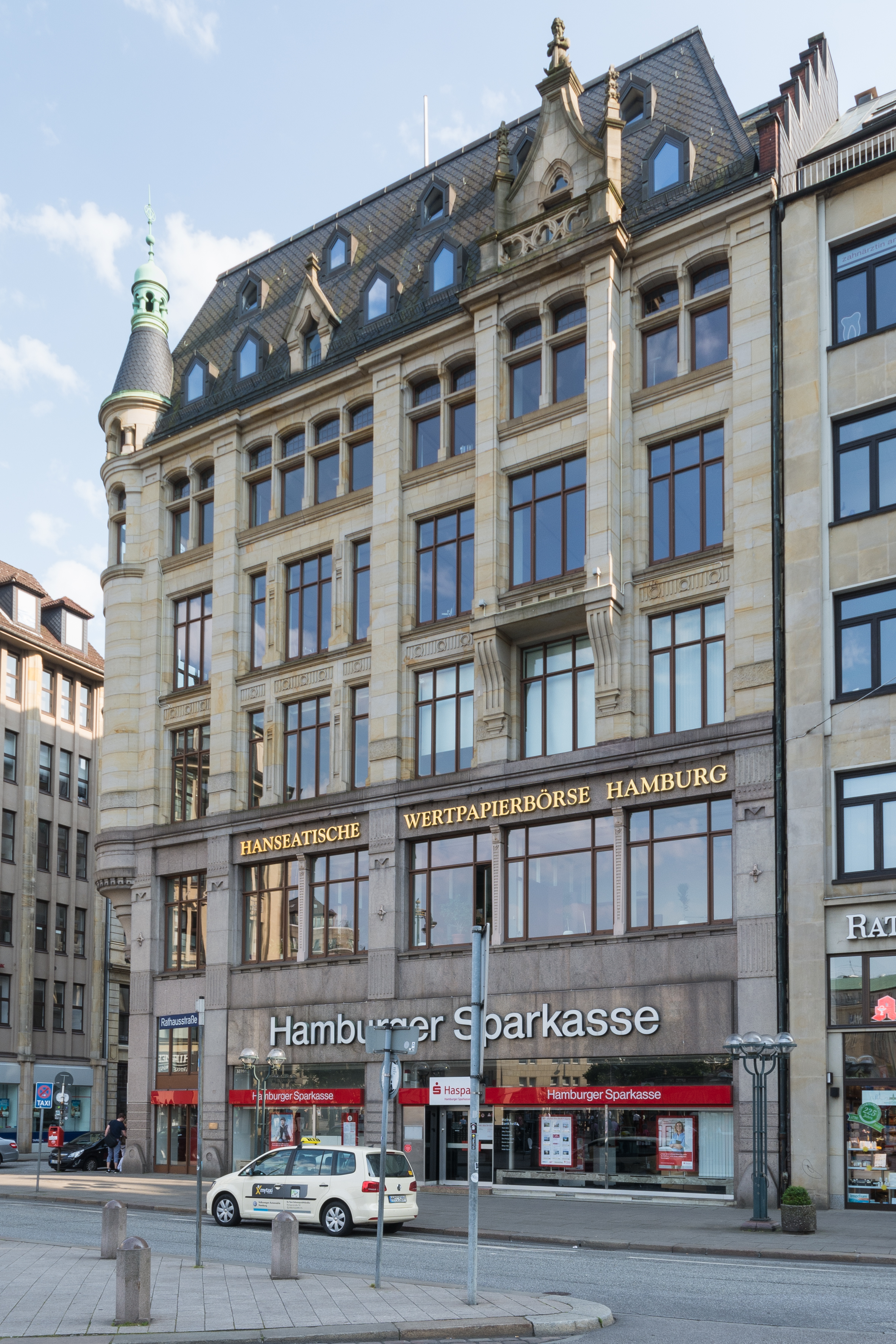
Rathausmarkt-Hof mit Hanseatischer Wertpapierbörse

### Heinrich-Heine-Denkmal

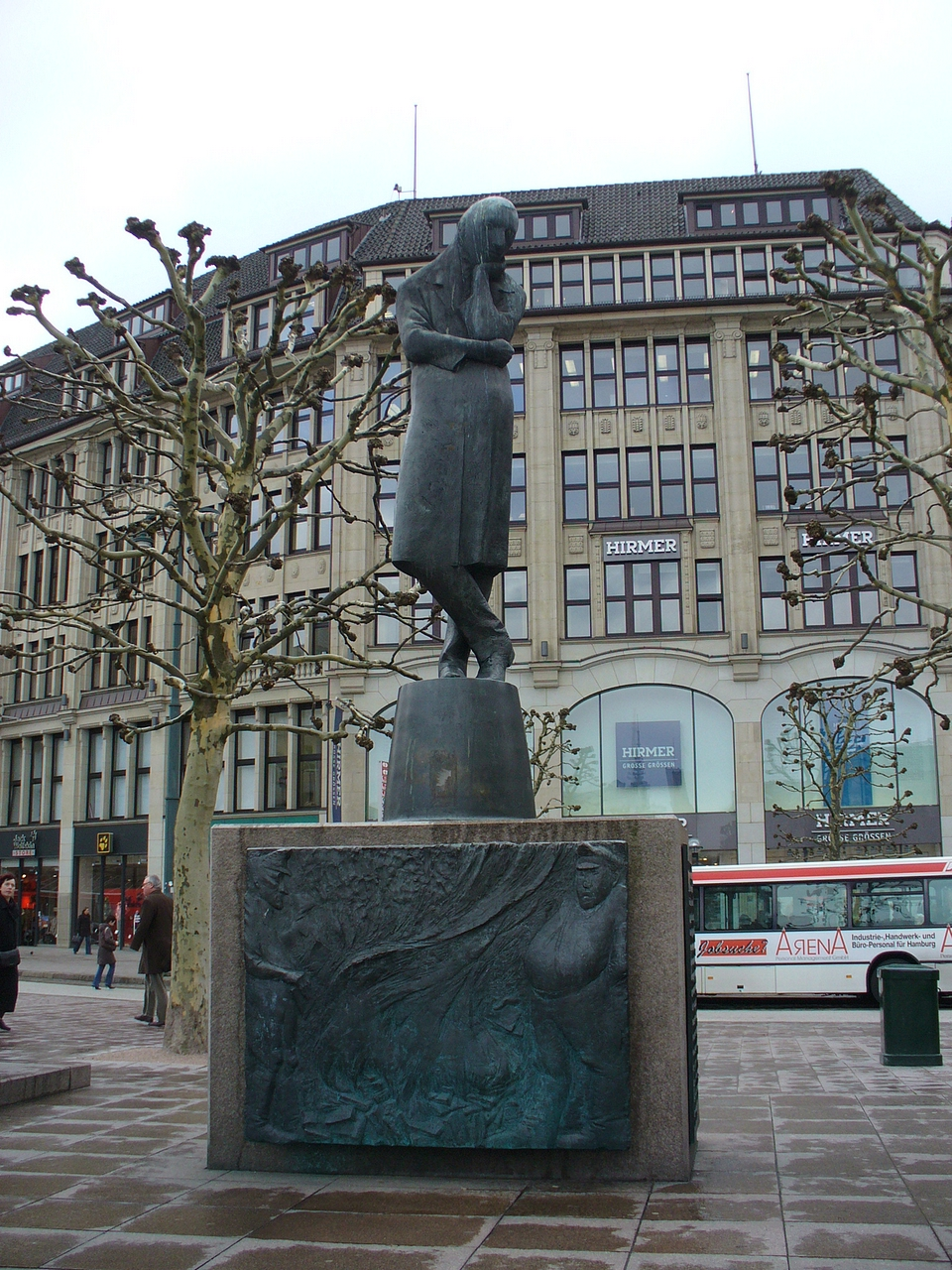
Das Heinrich-Heine-Denkmal auf der Südostseite des Rathausmarktes

Auf dem Rathausmarkt ließ der Hamburger Senat 1982 ein ca. 5,5 m hohes Denkmal für den Dichter Heinrich Heine errichten, als Ersatz für das 1933 zerstörte Heine-Denkmal im Hamburger Stadtpark. Die vom Bildhauer Waldemar Otto geschaffene Bronzefigur soll den Dichter darstellen. Sie steht auf einem Sockel aus Stein mit vier Bronzetafeln (Halbreliefs): die vordere zeigt die Bücherverbrennung 1933, die hintere zeigt das Demontieren des einstigen Heine-Denkmals 1933, die beiden seitlichen sind Schrifttafeln. Der Bronzeguss wurde von der Kunstgießerei Schmäke in Düsseldorf ausgeführt. Die Figur ist eine freie Neuschöpfung der Bronzestatue, die der Bildhauer Hugo Lederer für den Hamburger Stadtpark geschaffen hatte; diese war 1926 feierlich enthüllt worden – die Nationalsozialisten, denen Heine als jüdischer Dichter und Demokrat verhasst war, ließen sie entfernen und ca. 1943 einschmelzen.
Das Heine-Denkmal wurde 1989 von Hannes Wader besungen („Denkmalsbeschreibung“ auf dem Album Nach Hamburg).

## Verkehr
Der U-Bahnhof Rathaus – ehemals Rathausmarkt – mit beidseitigen Bahnsteigen an der Ringlinie (heute U3) wurde am 15. Februar 1912 eröffnet. Er hatte in der NS-Zeit zwischen 1934 und 1945 den Namen Adolf-Hitler-Platz. Als 1958 im Zuge der Verlängerung der sogenannten „KellJung“-Linie (U1) die erste unterirdische Fußgängerpassage ein Umsteigen zur nahen Station Jungfernstieg ermöglichte, erhielten beide Bahnhöfe den Namen Rathaus. Nach Fertigstellung der City-S-Bahnlinie und der „U2“ (heute Durchmesserlinie von Niendorf nach Billstedt) erhielt 1973 mit der Eröffnung des Verkehrsknotenpunktes unter der Binnenalster die Station Jungfernstieg der U1 ihren alten Namen zurück. Der Rathausmarkt war bis in die 1970er Jahre ein Straßenbahnknoten. Die letzte Straßenbahn der Linie 2 in Richtung Schnelsen verkehrte am 30. September 1978. Anschließend war der Platz Treffpunkt der Nachtbusse.

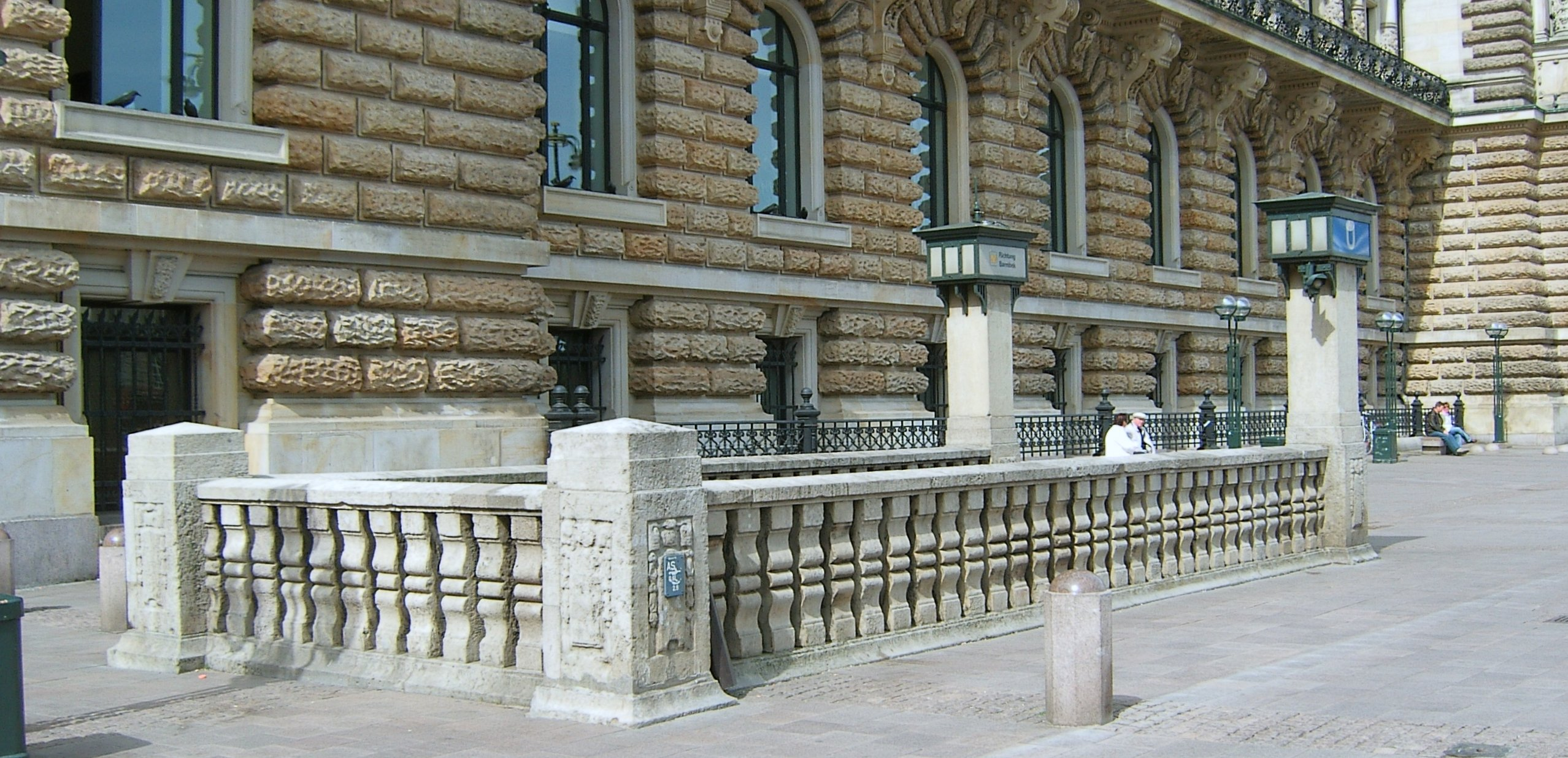
U-Bahn-Eingang vor dem Rathaus
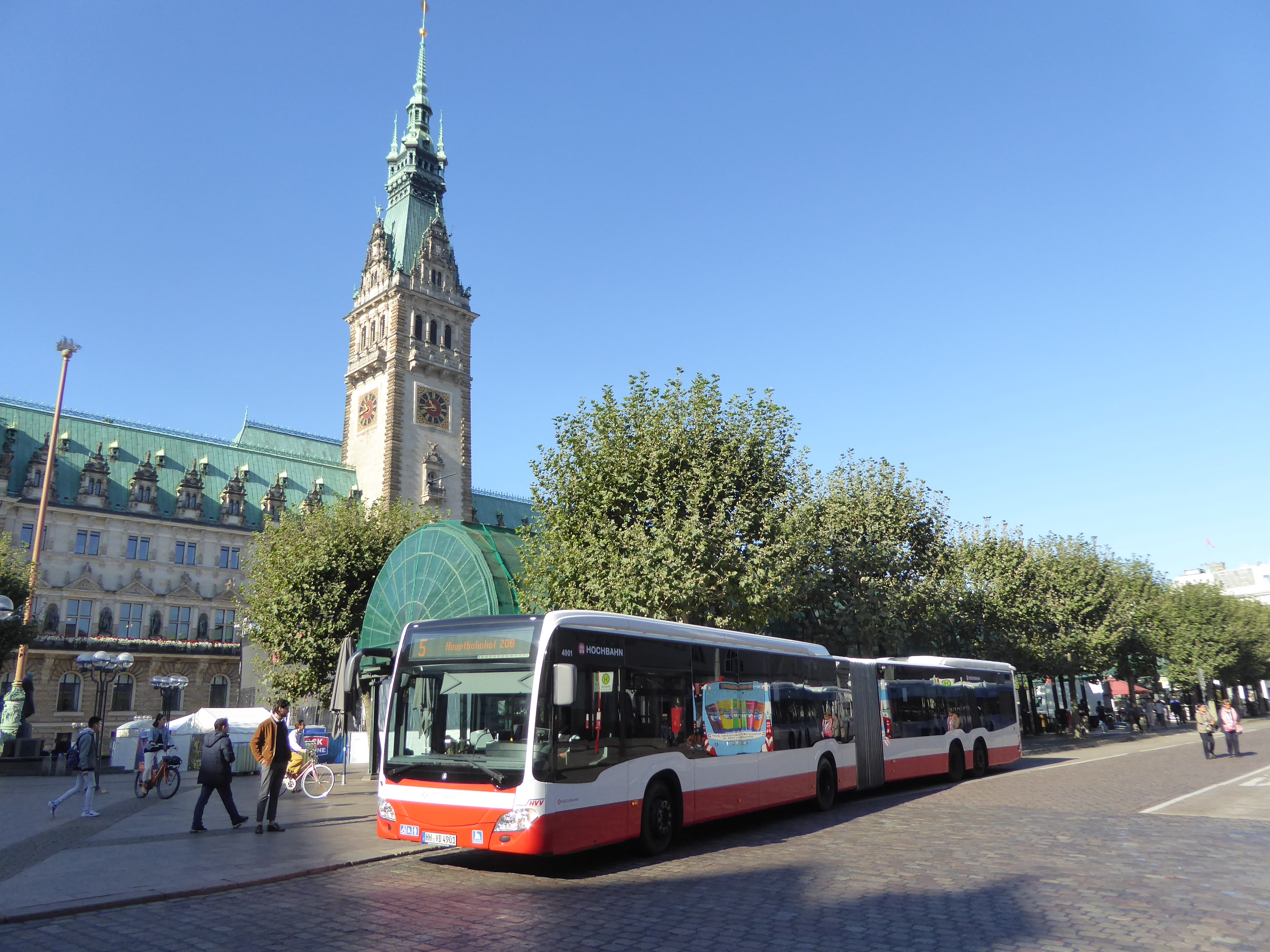
Bushaltestelle auf der Nordostseite
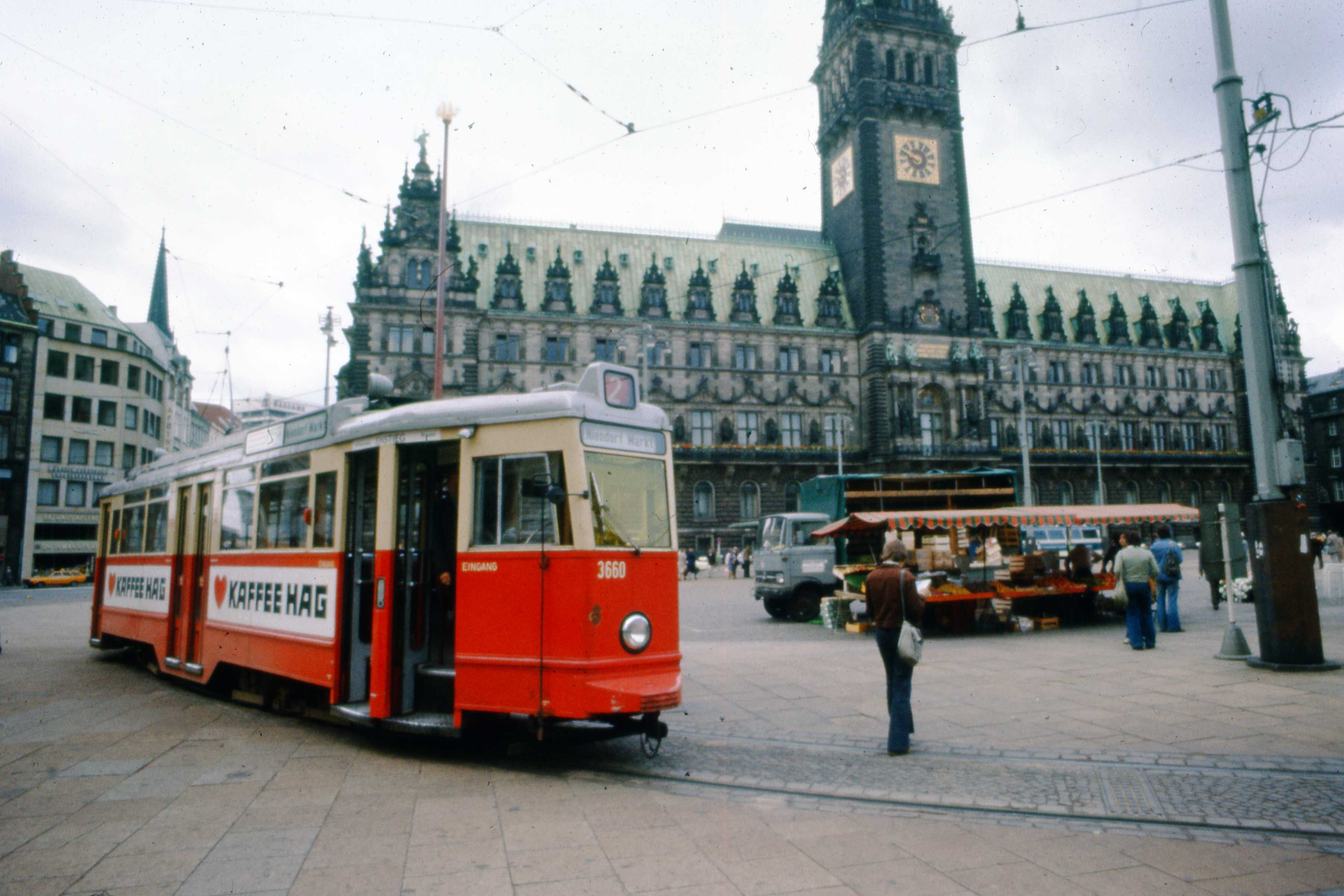
Straßenbahn auf dem Rathausmarkt (1975)
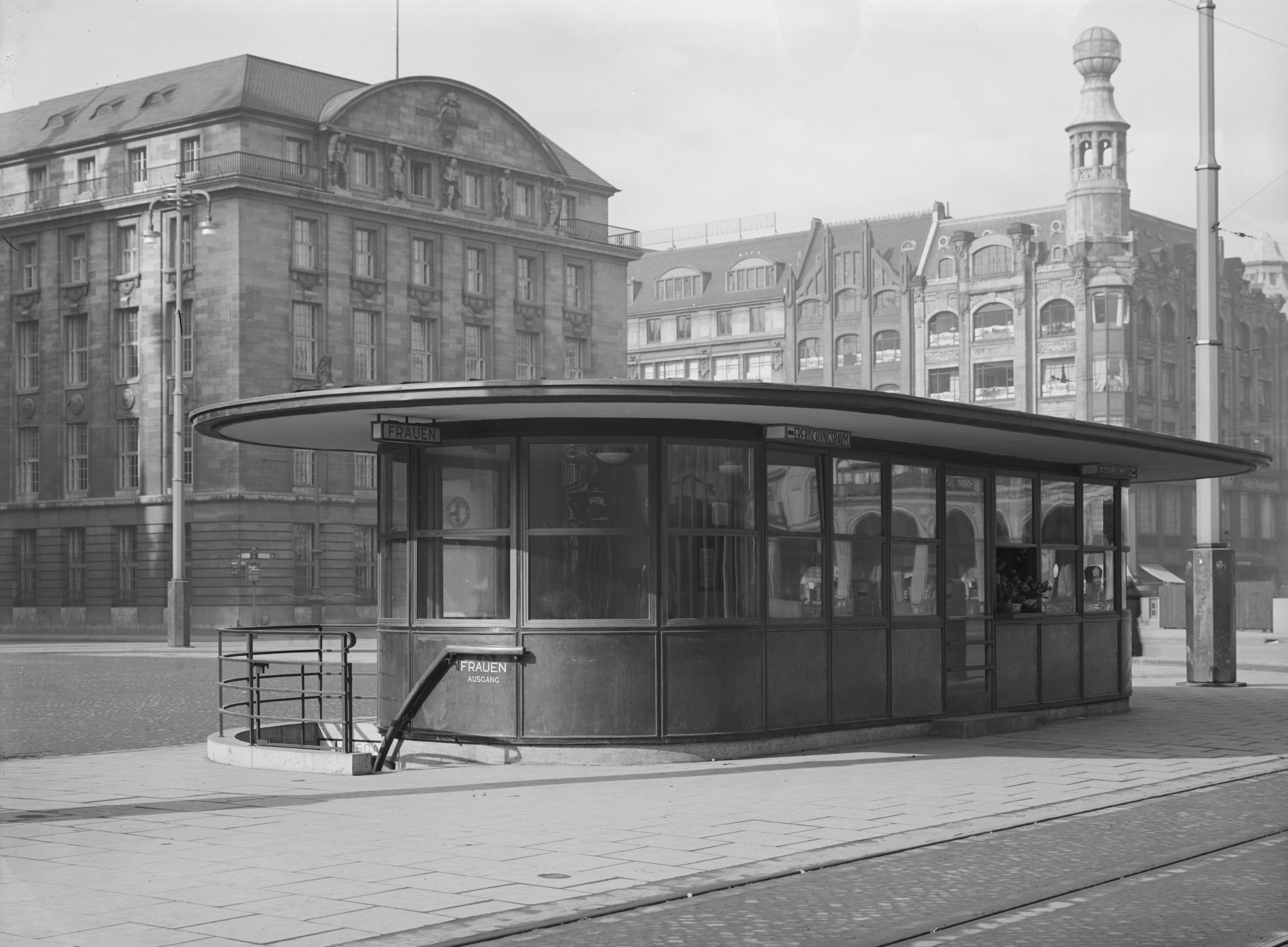
Verkehrspavillon um 1926, im Hintergrund das Reichsbankgebäude

## Veranstaltungen

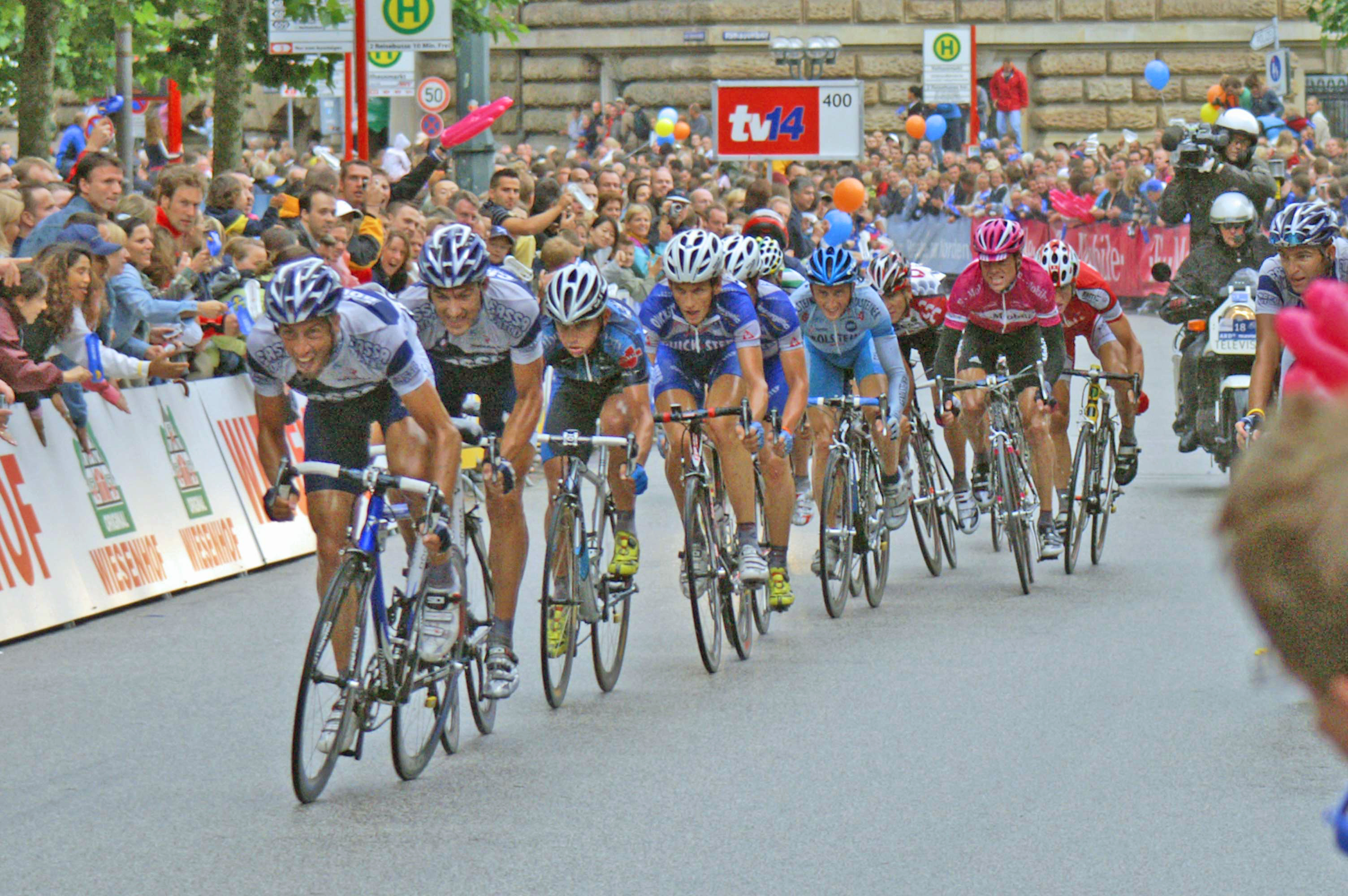
Cyclassics-Finale 2005 vor dem Rathaus

Regelmäßig dient der Rathausmarkts als Fläche verschiedener Veranstaltungen/Präsentationen. Unter anderem zählen hierzu:
- Rockspektakel (letztmals 2019)
- Hamburger Freiluftkino (letztmals 2019)
- Historischer Weihnachtsmarkt

Zudem führen Sportveranstaltungen wie der Marathon, die Cyclassics sowie der Triathlon am Rathausmarkt vorbei.